# Shakeryści
Shakeryści (Indiański Kościół Shakerystów lub Szejkerów, ang. Indian Shaker Church) – religia chrześcijańska zapoczątkowana w 1881 r. w stanie Waszyngton przez Johna Slocuma z plemienia Squaxin.
Jak głosi tradycja, w 1881 r. John Slocum zmarł na krótko (znalazł się w stanie śmierci klinicznej), a po powrocie do życia opowiedział o swojej wizycie w niebie i przykazaniu utworzenia nowej religii. Gdy kilka miesięcy później ponownie zachorował, jego żona Mary zaczęła się modlić i wpadła w niekontrolowane drgawki. Krótko potem Slocum wyzdrowiał, zaś drgawki, uznawane przez wyznawców nowej religii za uzdrawiające, dały nazwę nowemu ruchowi religijnemu.
Indiańscy shakeryści odrzucali początkowo Biblię i inne pisma, polegając jedynie na bezpośrednim kontakcie jednostki z Bogiem. Uważali, że doświadczanie Dobrej Nowiny nie zależy od lektury religijnej, lecz od woli Boga i od jego łaski, którą obdarza swoich wyznawców. Ich religia stała się wkrótce popularna wśród tubylczych ludów Wybrzeża Północno-Zachodniego: Klallam, Quinault, Lower Chehalis, Yakima, Hupa i innych. W niektórych kościołach shakerystów, obok modlitwy połączonej z drgawkami, zwyczajem stało się głośne dzwonienie przez wiernych małymi dzwonkami.
Nowa religia tubylcza spotkała się z wrogim przyjęciem większości sąsiadujących z shakerystami białych Amerykanów. Podobnie, jak w przypadku Tańca Duchów, związane to było z niewiedzą białych na temat tubylczych kultur i religii oraz wynikającymi z nieporozumień nieuzasadnionymi podejrzeniami o przygotowywanie przez Indian zbrojnego powstania. Pod koniec XIX w. w USA na dłuższy czas zakazano większości tubylczych ceremonii i indiańskich ruchów religijnych, w tym działalności shakerystów. Aktywnych członków tego kościoła aresztowano i więziono, jednak modlitewne spotkania i ceremonie praktykowane były w różnych miejscach regionu w ukryciu.
W latach 60. i 70. XX w. w USA zaprzestano stopniowo prześladowania tubylczych religii, a wśród indiańskich shakerystów nastąpił rozłam. Grupa „konserwatystów” nadal odrzucała wszelkie pisma religijne, zaś grupa „reformatorów” postanowiła dopuścić posługiwanie się Biblią i innymi księgami o treści religijnej. Obecnie religia ta praktykowana jest przez niewielkie grupy tubylcze w stanach Kalifornia, Oregon i Waszyngton, a także w kanadyjskiej Kolumbii Brytyjskiej.
Indiańskich shakerystów nie należy mylić z szejkersami, powstałą w drugiej połowie XVIII w. protestancką grupą z Nowej Anglii.